# Австрійці в Хорватії
Австрійці в Хорватії (нім. Österreicher in Kroatien, хорв. Austrijanci u Hrvatskoj) — офіційно визнана меншина в Республіці Хорватія, яка таким чином посідає постійне місце в хорватському парламенті.

## Історія

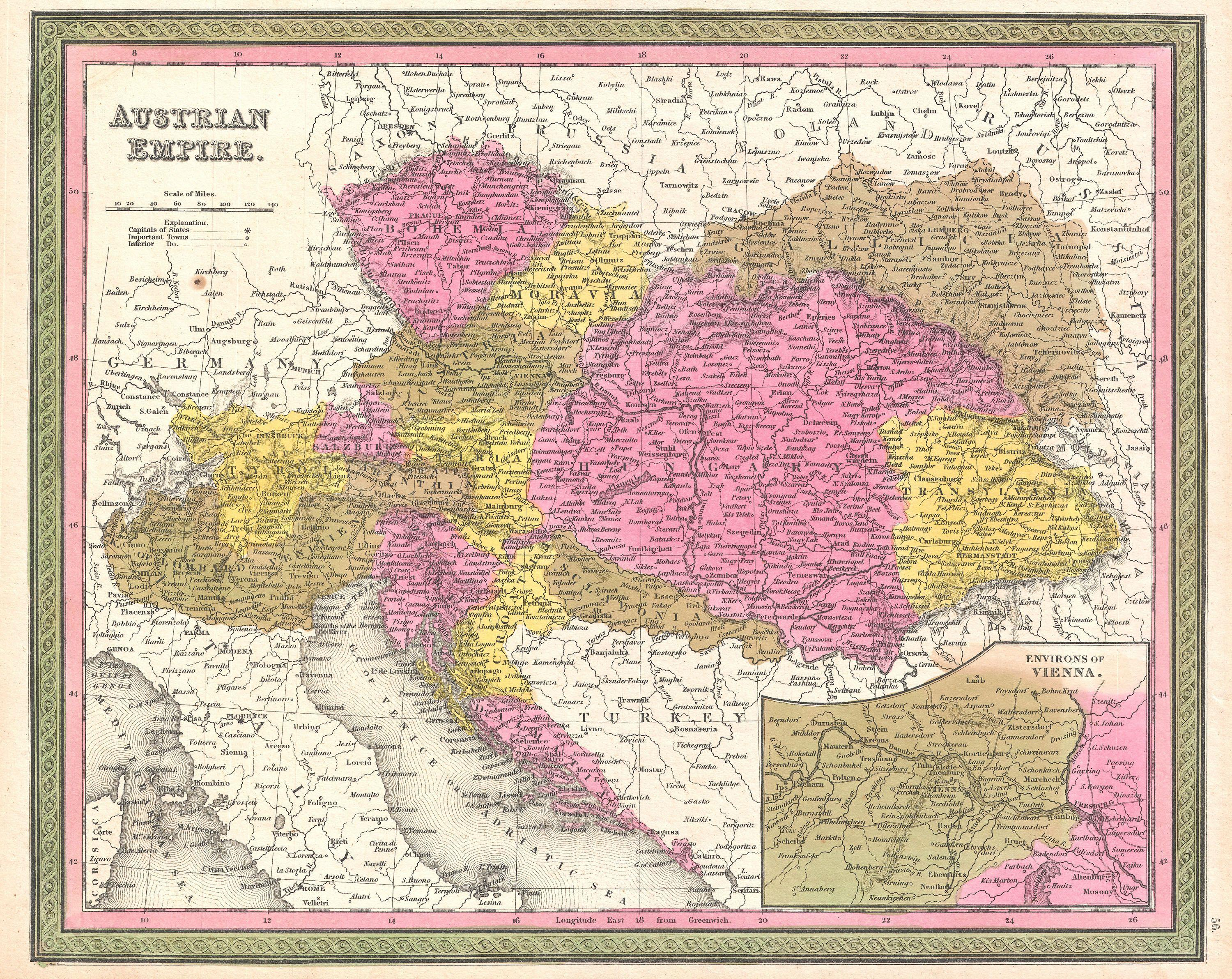
Австрійська імперія 1850 року

Австрійці вперше почали селитися в Хорватії як військовослужбовці після того, як хорватська знать, зібравшись у Цетині в 1527 році, обрала Фердинанда I своїм королем, за що Габсбурги обіцяли боронити Хорватію від османського вторгнення. Це привело до створення у межах хорватської території т. зв. Військового порубіжжя (хорв. Vojna Krajina, нім. Militaergrenze), яким керуватимуть безпосередньо з військового штабу у Відні. Своєю чергою це спричинило наплив австрійських та інших поселенців і військової еліти на територію Військового порубіжжя. 1815 року Габсбурги внаслідок падіння Венеції остаточно закріпили за собою Далмацію та Істрію. Згодом австрійська еліта почала з'їжджатися на Адріатику на відпочинок та для прийняття сонячних ванн. Такі містечка, як Опатія, зажили слави оздоровчих курортів і їх населяли здебільшого австрійські сезонні туристи.

## Географічне представлення
Згідно з переписом 2011 року, вважають себе австрійцями 297 осіб, причому найбільша група (35 % етнічних австрійців Хорватії) проживає в Загребі.
| Округ                   | К-сть австрійців | Відсоток хорв. австрійців |
| ----------------------- | ---------------- | ------------------------- |
| Місто Загреб            | 104              | 35,0 %                    |
| Примор'я-Гірський котар | 36               | 12,1 %                    |
| Істрія                  | 32               | 10,8 %                    |
| Осієк-Бараня            | 23               | 7,7 %                     |
| Спліт-Далмація          | 21               | 7,1 %                     |
| Задарський              | 15               | 5,0 %                     |
| Вараждинський           | 12               | 4,0 %                     |
| Загребський             | 11               | 3,7 %                     |
| Меджимур'я              | 10               | 3,4 %                     |

## Культура
В Осієку при Міській та університетській бібліотеці працює Австрійська читальня — Центральна бібліотека австрійців у Хорватії.

## Видатні постаті
- Гордон Шильденфельд — хорватський футболіст